# Heteropogon
A Heteropogon az egyszikűek (Liliopsida) osztályának perjevirágúak (Poales) rendjébe, ezen belül a perjefélék (Poaceae) családjába tartozó nemzetség.

## Rendszerezés
A nemzetségbe az alábbi 6 faj tartozik:
- Heteropogon contortus (L.) P.Beauv. ex Roem. & Schult. - típusfaj
- Heteropogon fischerianus Bor
- Heteropogon melanocarpus (Elliott) Benth.
- Heteropogon polystachyus (Roxb.) Schult.
- Heteropogon ritchiei (Hook.f.) Blatt. & McCann
- Heteropogon triticeus (R.Br.) Stapf ex Craib